# Zamek w Skoczowie
Zamek w Skoczowie – gród a następnie zamek istniejący od XIV do XX w. w Skoczowie, ostatecznie rozebrany w 1938 r. Początkowo własność piastowskich książąt cieszyńskich (z przerwą w latach 1573/77–1594), a po ich wymarciu Habsburgów.

## Historia
Wybudowany został prawdopodobnie w początkowym okresie funkcjonowania księstwa cieszyńskiego powstałego w 1290 r., na polecenie jego władców. Po raz pierwszy jego istnienie jako twierdzy potwierdzone jest w dyplomie lennym księcia Kazimierza I z 1327 r. Była to wówczas zapewne drewniana budowla otoczona wałami drewniano-ziemnymi i fosami, mająca za zadanie strzec przebiegającego w pobliżu szlaku handlowego z Cieszyna przez bród (później most) na rzece Wiśle do Bielska. Zapewne jeszcze w XIV lub na początku XV w. gród ten został rozbudowany. Począwszy od XV w. coraz częściej przebywali na nim książęta cieszyńscy, często wystawiając w nim ważne dokumenty, np. tzw. wielki przywilej nadany miastu Bielsku przez Bolka I w 1424 r. Od 1431 r. zamek był jedną z siedzib księżnej Ofki, następnie był siedzibą księcia Przemka II. W latach 1573–1577 Skoczów wraz ze Strumieniem i okolicznymi wioskami został sprzedany przez księcia Wacława III Adama tworząc skoczowsko-strumieńskie państwo stanowe. Jego nowy właściciel, Gottard (Jerzy) z Łagowa (von Logau) na Starej Wsi (Altendorf), rozpoczął przebudowę dotąd drewniano-ziemnego zamku na murowany. Gottard zmarł w 1589 r., niemniej przebudowa była kontynuowana. W następnych latach zamek tracił walory obronne, przybierając formę rezydencjonalną. Po powrocie państwa stanowego do księstwa cieszyńskiego, ok. 1594 r., zamek ten stał się siedzibą burgrabiego a od początku XVII w. hetmana, zarządzającymi skoczowsko-strumieńskim kluczem dóbr (tzw. państwem). Urbarz z 1621 r. opisuje:

przy tym mieście Skoczowie jest zamek murowany, z gruntu wystawiony i zbudowany, w nim także są wszelkie potrzebne pokoje, składy i piwnice, a wokół tego zamku wał, a na nim inne potrzebne budowle, które ku potrzebom zamku się znajdują.

Po wymarciu Piastów cieszyńskich w 1653 r. zamek wkrótce stał się siedzibą zarządców Komory Cieszyńskiej. W 1713 r. zamek wraz z miastem został strawiony przez pożar. Został odbudowany w 1714 r. według nowego planu przez mistrza budowlanego Bartłomieja Dissela z Cieszyna. Kolejny pożar zaatakował zamek w 1756 r., przeciągająca się odbudowa skończyła się w 1791 r. Wtedy zamek przybrał formę wolnostojącego piętrowego dworu z łamanym dachem typu polskiego. W 1805 r. odwiedziła go Maria Ludwika Austriaczka, w latach następnych także car Aleksander I, cesarz Franciszek I, arcyksiążę Karol Ludwik Habsburg. Od 1855 r. zamek był siedzibą starosty, od 1866 r. sądu, zaś na początku XX w. kancelarii gminy, burmistrza i miejskiej rady, co było przyczynkiem ostatniego remontu zamku w latach 1902–1904. Po opuszczeniu go przez samorządowców miejskich w 1913 r., w zamku urządzone zostało regionalne Muzeum Beskidzkie przez miejscowego nauczyciela, Karola Prausa Seniora.
Podczas I wojny światowej stacjonowało tu wojsko. W następnych dekadach zamek popadał w ruinę. Już w kwietniu 1923 r. Rada Miejska Skoczowa uchwaliła zakaz trzymania zwierząt w przyzamkowej stajni, ponieważ jej dach groził zawaleniem. W tym samym roku w grudniu wysiedlono z zamku zamieszkujących tam bezdomnych. Tym niemniej biedota miejska zamieszkiwała tam w dalszym ciągu, skoro w aktach miejskich zachowała się informacja, że jeszcze w 1937 r. zamek miał troje mieszkańców. Ostatecznie budynek został rozebrany w 1938 r.

## Galeria

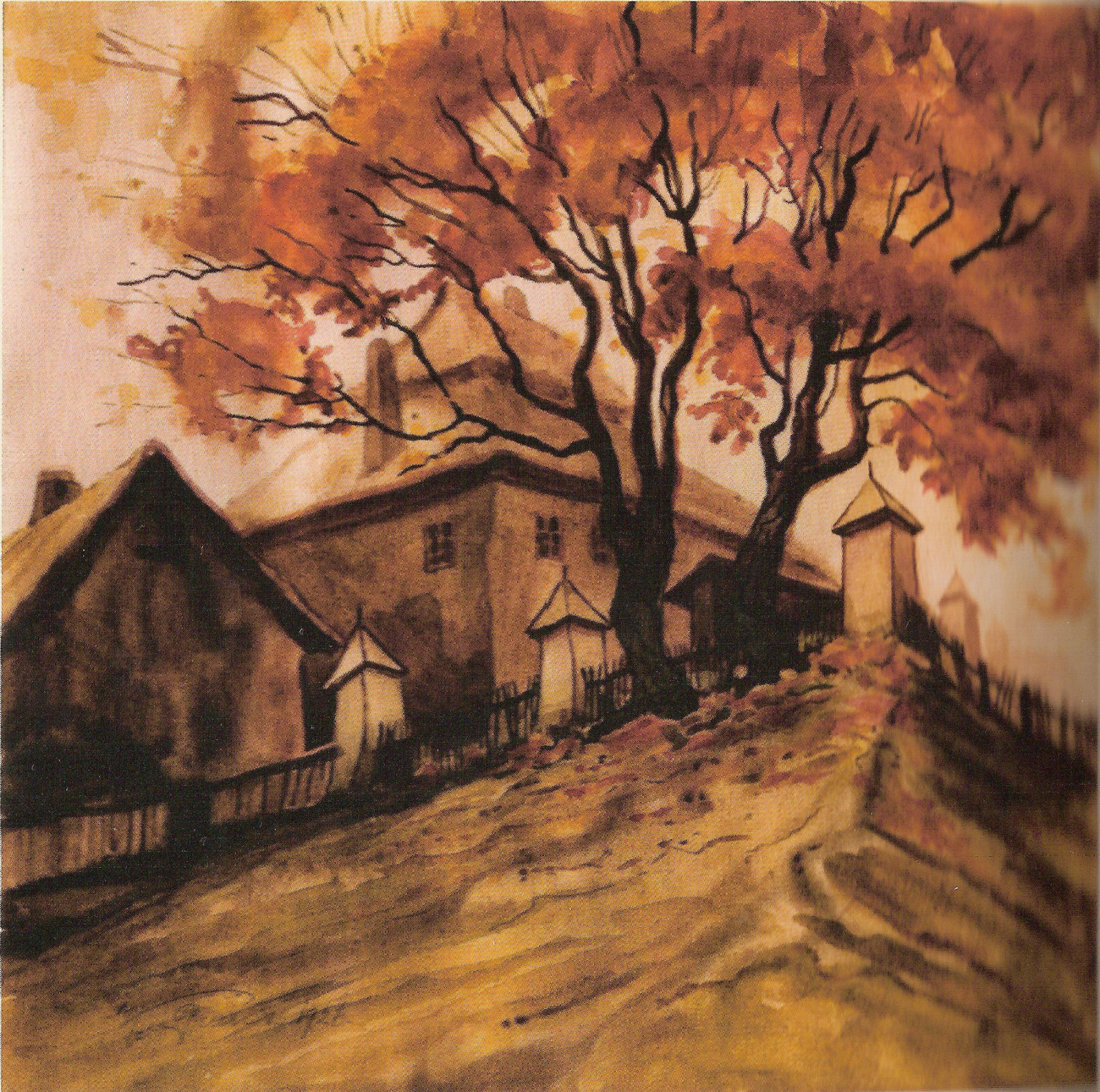
Akwarela Karola Prausa (jr.) z 1926 r.
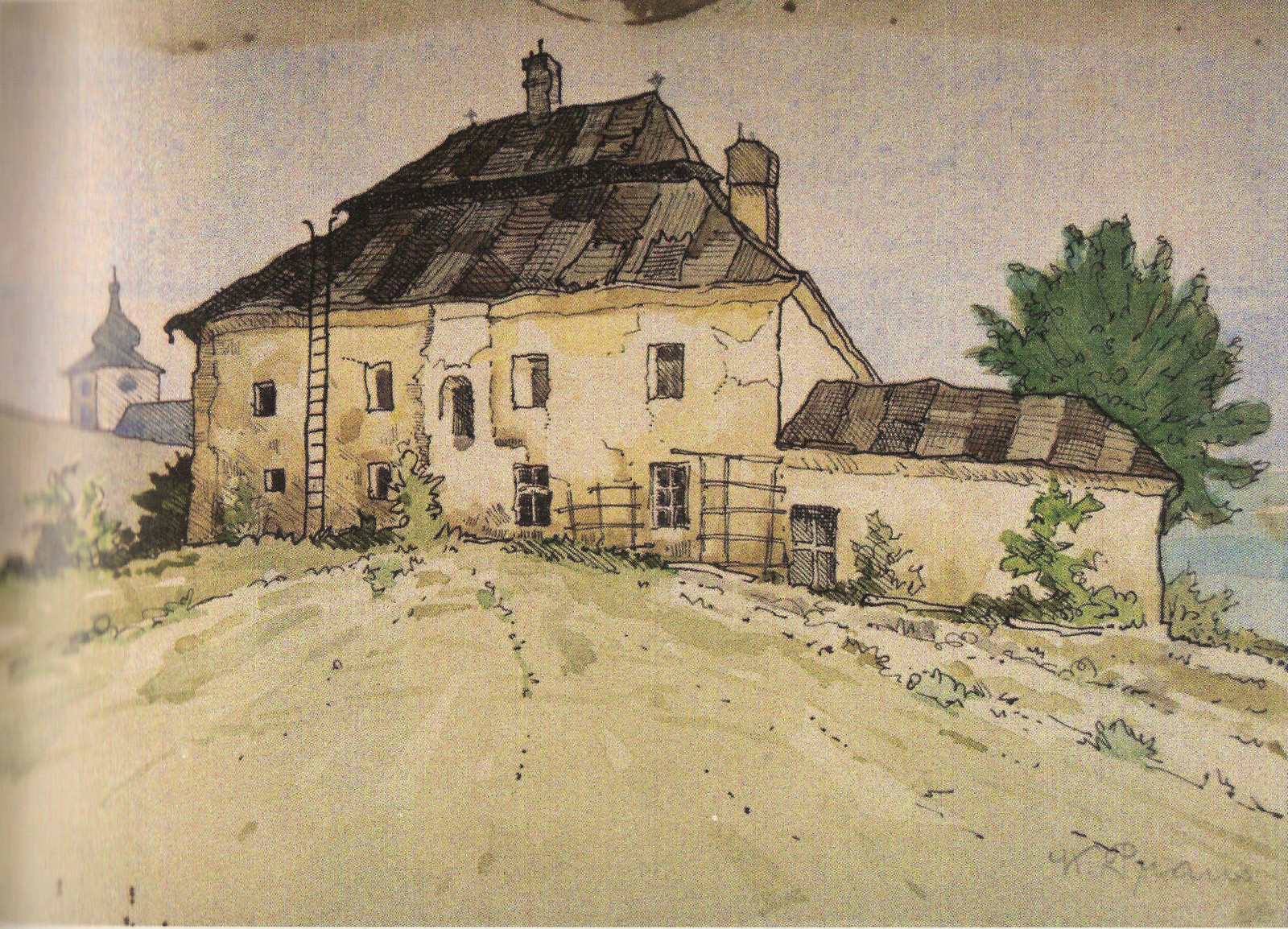
Akwarela Karola Prausa (jr.) z 1930 r.